# Cavendish (Wyspa Księcia Edwarda)

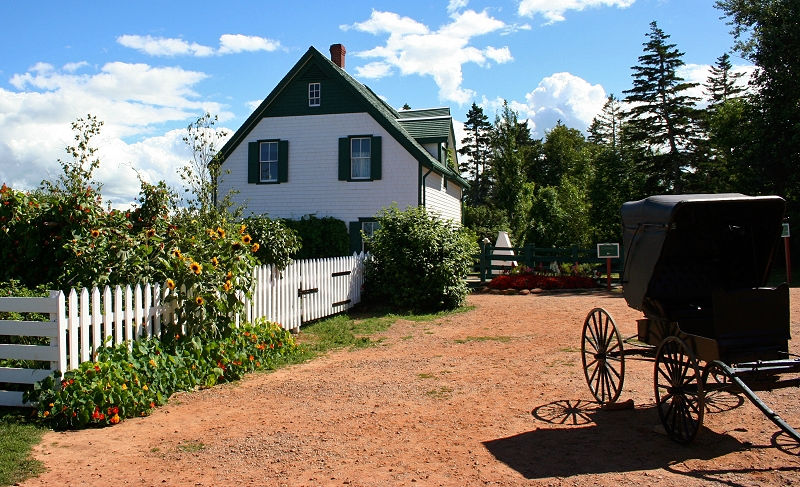
Cavendish - Green Gables

Cavendish – osada należąca do Gminy Stanley Bridge, Hope River, Bayview, Cavendish i North Rustico (Municipality of Stanley Bridge, Hope River, Bayview, Cavendish and North Rustico) położonego w północnej części Wyspy Księcia Edwarda nad Zatoką Świętego Wawrzyńca w hrabstwie Queen w Kanadzie, jest ona najczęściej odwiedzanym na wyspie sezonowym ośrodkiem turystycznym.
Ludność: według danych z 2001 r. - 267 mieszkańców.

## Historia
Powstanie osady datowane jest na rok 1790 r., kiedy to William Simpson wybudował pierwsze schronienie na wydzierżawionej 31 sierpnia 1789 od Williama Wintera działce znajdującej się na obszarze Lot 23. Pod koniec 1790 r. znajdowały się tutaj 2 lub 3 farmy. W przeciągu następnych lat pierwotny grunt dzielono pomiędzy synów i córki Simpsona, którzy budowali kolejne domostwa i uprawiali ziemię.
Początek XX wieku a dokładniej 1908 r. – kiedy to Lucy Maud Montgomery opublikowała Anię z Zielonego Wzgórza – przyniósł napływ turystów oraz zmiany w strukturze zarobkowania społeczności, zaczynającej czerpać na coraz to szerszą skalę zyski z przyjezdnych.
Od 1937 r. część terenów Cavendish łącznie z Green Gables (posiadłość w której wychowywała się Lucy Maud Montgomery) wchodzi w skład nowo utworzonego Parku Narodowego Wyspy Księcia Edwarda.
Lata 1950–1990 przynoszą powstanie barów, moteli, kempingów, parków rozrywki i innych atrakcji turystycznych.
W 1990 r. zostaje włączona do Gminy Stanley Bridge, Hope River, Bayview, Cavendish i North Rustico.